# Frattesina
 (mai 2023).
La mise en forme du texte ne suit pas les recommandations de Wikipédia : il faut le « wikifier ».
Les points d'amélioration suivants sont les cas les plus fréquents. Le détail des points à revoir est peut-être précisé sur la page de discussion.
- Les titres sont pré-formatés par le logiciel. Ils ne sont ni en capitales, ni en gras.
- Le texte ne doit pas être écrit en capitales (les noms de famille non plus), ni en gras, ni en italique, ni en « petit »…
- Le gras n'est utilisé que pour surligner le titre de l'article dans l'introduction, une seule fois.
- L'italique est rarement utilisé : mots en langue étrangère, titres d'œuvres, noms de bateaux, etc.
- Les citations ne sont pas en italique mais en corps de texte normal. Elles sont entourées par des guillemets français : « et ».
- Les listes à puces sont à éviter, des paragraphes rédigés étant largement préférés. Les tableaux sont à réserver à la présentation de données structurées (résultats, etc.).
- Les appels de note de bas de page (petits chiffres en exposant, introduits par l'outil «  Source ») sont à placer entre la fin de phrase et le point final[comme ça].
- Les liens internes (vers d'autres articles de Wikipédia) sont à choisir avec parcimonie. Créez des liens vers des articles approfondissant le sujet. Les termes génériques sans rapport avec le sujet sont à éviter, ainsi que les répétitions de liens vers un même terme.
- Les liens externes sont à placer uniquement dans une section « Liens externes », à la fin de l'article. Ces liens sont à choisir avec parcimonie suivant les règles définies. Si un lien sert de source à l'article, son insertion dans le texte est à faire par les notes de bas de page.
- La présentation des références doit suivre les conventions bibliographiques. Il est recommandé d'utiliser les modèles {{Ouvrage}}, {{Chapitre}}, {{Article}}, {{Lien web}} et/ou {{Bibliographie}}. Le mode d'édition visuel peut mettre en forme automatiquement les références.
- Insérer une infobox (cadre d'informations à droite) n'est pas obligatoire pour parachever la mise en page.

Pour une aide détaillée, merci de consulter Aide:Wikification.
Si vous pensez que ces points ont été résolus, vous pouvez retirer ce bandeau et améliorer la mise en forme d'un autre article.
Frattesina est un site archéologique italien de l'âge du bronze, situé sur le Po, connu pour son industrie métallurgique et surtout verrière.

## Historique de la recherche
Le village de Frattesina, au sud-est du centre actuel de Fratta Polesine dans la province de Rovigo, a été découvert en 1967 par des membres du Centre Polesano d'études historiques, archéologiques et ethnographiques de Rovigo (CPSSAE) et publié dans Padusa.
Les principales recherches sur le site ont été dirigées par Anna Maria Bietti Sestieri qui, entre 1974 et 1989, a mené 11 campagnes de fouilles, pour le compte de la Surintendance du patrimoine archéologique de la Vénétie. Dans le même temps, grâce à l'activité des fonctionnaires de la Surintendance compétente, Maurizia De Min et Luciano Salzani, d'autres découvertes en surface de grande importance ont également été signalées, en particulier les 4 réserves de "fonderie", et les deux nécropoles relatives à la zone habitée : Fondo Zanotto  et Narde.
Depuis 2013, les recherches et prospections de surface ont été reprises par la Surintendance de l'Archéologie, des Beaux-Arts et du Paysage des provinces de Vérone, Rovigo et Vicence, le CPSSAE de Rovigo et, depuis 2019, la chaire de Préhistoire et Protohistoire de l'Université de Rome « La Sapienza ».
Les résultats des investigations sur Frattesina ont fait l'objet de la conférence internationale " Frattesina 50 ans plus tard. Le delta du Pô entre l'Europe et la Méditerranée au fil des siècles vers 1000 av. J.C. tenue en 2018 au Musée des grands fleuves de Rovigo, et d'un volume publié en 2019 au nom de l'Accademia Nazionale dei Lincei, édité par Anna Maria Bietti Sestieri, Paolo Bellintani et Claudio Giardino : Frattesina : un centre international de production et d'échange à la fin de l'âge du bronze de la Vénétie.
Les matériaux résultant des recherches dans la ville et dans la nécropole de Frattesina sont conservés et exposés au Musée des Grands Fleuves de Rovigo et au Musée Archéologique National de Fratta Polesine.

## Caractéristiques de la colonie et du territoire
C'est un village protohistorique de taille considérable (environ 20 hectares) qui s'étendait, d'ouest en est, sur environ 1 km, le long de la rive droite de la plus grande branche de la vallée du Pô de l'Âge du bronze : le Pô d'Adria, tandis que la largeur varie de 100 à 200 m (dans la direction Nord-Sud). Grâce à des relevés de surface, des photo-interprétations aériennes et des carottages, il apparaît que la zone habitée devait occuper un socle naturel d'origine alluviale, à environ 1 m de hauteur au-dessus du niveau ancien du paysage. Des traces d'un réseau de canaux/fossés sensiblement orthogonaux ont également été identifiés, orientés dans les directions ouest-est et nord-sud qui divisaient la ville en blocs. Bien que les caractéristiques de construction des maisons ne soient pas encore bien connues (la seule fouillée montre des traces de sol battu réparties sur une superficie d'environ 20 m²) l'association entre les espaces de vie et ceux destinés à l'artisanat semble fréquente.

## Chronologie et cadre culturel
Sur la base des données préliminaires des fouilles menées par Anna Maria Bietti Sestieri (1974 - 1989) et de l'analyse typologique des matériaux céramiques provenant des fouilles elles-mêmes et des collections de surface, une subdivision en 4 phases de vie a été proposé pour la zone habitée. Probablement construit à un moment avancé de l'âge du bronze récent (première moitié du XIIe siècle av. J. C. environ - phase 1) a connu sa floraison maximale entre la phase initiale et la phase complète de l'âge du bronze final (seconde moitié du XIIe et XIe siècle av. J. C. environ - phase 2). Du point de vue de la culture matérielle, cette phase, attribuable au proto-villanovien, a vu un développement considérable d'activités artisanales basées sur des matières premières locales ou exotiques. Aux Xe et IXe siècles av. J. C. (phase 3), c'est-à-dire pendant la dernière phase de l'âge du bronze final et au début de l'âge du fer, on constate une forte réduction des activités de production et les matières premières et produits d'origine égéo-levantine n'apparaissent plus. Enfin, il existe des traces sporadiques d'une quatrième phase de vie de la ville, toujours au début de l'âge du fer (phase 4).

## Économie et commerce
La première, mais surtout la deuxième phase de la vie de Frattesina regroupe la plupart des preuves archéologiques se référant aux maisons, à la vie quotidienne et aux activités artisanales même avec un haut degré de spécialisation. Des fragments de sols battus et d'enduits d'argile (cuits probablement après des incendies) subsistent des huttes, faites de bois, de branchages et de paille. L'argile était également utilisée pour la production de céramiques à usage principalement domestique, mais aussi pour la fabrication d'outils ou de parties d'outils comme les fusaïoles et les poids de métiers, seuls témoignages d'activités de filature et de tissage. Une autre matière première importante d'origine locale était les bois de cerf à partir desquels on tirait une vaste gamme d'outils (alènes, houes, manches d'instruments métalliques, etc.) et d'objets ornementaux (roues décorées), en partie destinés à l'échange.
L'économie de subsistance, de nature agricole et basée sur la culture des céréales et l'élevage, n'a pas pu s'écarter beaucoup de ce que l'on connaît des villages palafittiques et terramariques de la vallée centrale-orientale du Pô de l'Âge du Bronze, à l'exception du nombre considérable de porcs. Mais ce qui caractérise le plus Frattesina, c'est la forte augmentation de la production métallurgique et la présence non occasionnelle de matières premières du nord de l'Europe et de l'est de la Méditerranée. Le travail des métaux, en particulier le bronze, un alliage de cuivre et d'étain, mais aussi le fer, le plomb et l'or, est documenté par des centaines d'artefacts tels que des armes et des outils (épées, lances et pointes de flèches, haches, couteaux, ciseaux, scies, poinçons, etc.) et ornements (épingles, fibules). Liés à ce travail, on a trouvé également des outils spécifiques tels que des matrices de pierre pour la fonte de métal - une centaine – et 4 "armoires de fondeur", c'est-à-dire des ensembles de matériaux métalliques comprenant des portions de lingots (panneaux plats convexes et pains de pioche) et des objets usés à recycler, dont les "pelles à manches de canon", objets de fonction non encore déterminée avec précision, mais largement présentes sur le site. Quant au métal le plus utilisé, le cuivre, on a émis l'hypothèse qu'il proviendrait des gisements du versant sud des Alpes centre-orientales grâce à l'analyse des isotopes du plomb. Les sources les plus proches sont celles du Trentin oriental (Valsugana) où le traitement du minerai de cuivre entre le XVe et le IXe siècle av. J.-C. est bien documenté.
À Frattesina, probablement par la vallée de l'Adige, l'ambre brut arrivait de la région de la Baltique pour être travaillé sur place. Des traces substantielles d'ateliers de transformation de l'ambre ont été identifiées en 2009 à Campestrin di Grignano Polesine (RO), une commune située à quelques kilomètres à l'est de Frattesina, toujours sur le Po d'Adria. La précieuse résine fossile a été utilisée à Frattesina pour la production d'ornements (perles pour colliers, pendentifs et têtes d'épingles) dans des formes typologiquement bien caractérisées telles que le type Tirinto et le type Allumiere, présents dans le "petit trésor", un cellier contenant des parures en ambre, verre, bronze, ivoire et coquille d'œuf d'autruche.

Distribution d'artefacts en bronze (symboles noirs), en ambre (demi-cercles) et en verre (carrés gris) typiques des productions du sud de la Vénétie et en particulier de Frattesina. Âge du bronze final - début de l'âge du fer (av. J.-C.) c.).

Les matières premières et les produits ont dû être au centre d'un système d'échange relativement complexe et à certains égards similaire à l'échange marchand, comme le suggéreraient également des objets en pierre particuliers très similaires en termes de valeurs de poids et de forme à l'Égée et à la Méditerranée orientale. Des témoignages de contacts  avec la Méditerranée orientale sont donnés par quelques fragments de vases en céramique de type égéen et surtout des morceaux d'ivoire d'éléphant et des fragments de coquilles d'œufs d'autruche. L'ivoire était importé brut et travaillé à Frattesina comme en témoigne le traitement des déchets, des produits semi-finis et finis tels que les peignes à manche arqué décoré de cercles concentriques appelés "type Frattesina". La présence d'un peigne de ce type à Enkomi (Chypre) semble indiquer l'extension et l'un des terminaux possibles du réseau commercial auquel était relié le site. On sait en effet qu'à partir du XIIIe siècle av. J.C., dans les liens entre le monde égéen-mycénien et l'Italie méridionale et insulaire s'insère une composante chypriote et levantine qui implique d'un côté la Sicile et surtout la Sardaigne et de l'autre l'Adriatique septentrional. C'est peut-être à la suite de ces contacts (ou plutôt : de la transmission de technologies, de matières premières et de produits semi-finis déjà à l'âge du bronze récent) que se développe à Frattesina une intense production de perles de verre, actuellement la plus ancienne manufacture connue sur le continent européen, à base à la fois de matières premières locales (sables du Pô et fondants d'origine végétale) et importées (colorants : cuivre et cobalt). Cette activité artisanale, particulièrement complexe et à bien des égards liée à la métallurgie, est documentée à Frattesina par des milliers de produits, des outils de transformation (creusets), des produits semi-finis (blocs de verre à refondre) et des chutes de traitement de différentes couleurs :  bleu foncé, bleu clair, bleu de surface rouge, vert, blanc. Des perles annulaires, de grosses perles en forme de tonneau décorées de fil en spirale et des perles "œil", c'est-à-dire les produits les plus courants des manufactures de Frattesina se retrouvent dans des dizaines de sites contemporains, en particulier le long de la  "Route de l'ambre", un réseau articulé de contacts reliant les rives sud de la Baltique à la tête de l'Adriatique. Il est donc très probable que les perles de verre aient été l'un des principaux produits échangés avec la résine fossile de la Baltique.